# 瓦列里安·古比雪夫

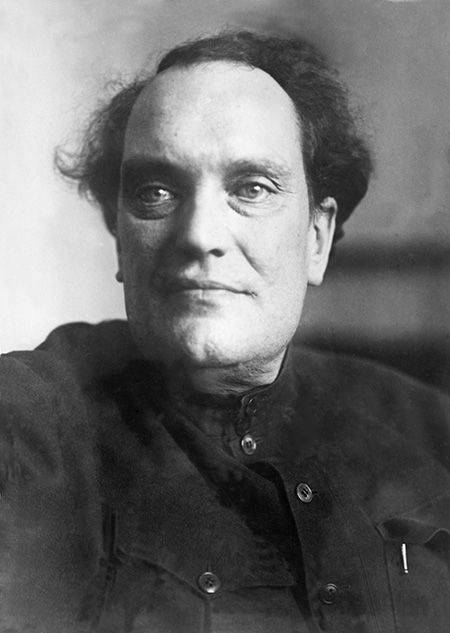

瓦列里安·弗拉基米罗维奇·古比雪夫（羅馬化：Valerian Vladimirovich Kuybyshev；1888年6月6日—1935年1月25日），俄國革命家、红军军官及知名苏联政治家。生于鄂木斯克世代军人家庭，在鄂木斯克军官学校学习，后转学至首都军事医学院学习。1906年因政治活动被开除，但逃过逮捕。后进入托姆斯克大学法学院。一年后加入布尔什维克地下组织，多次被捕流放。1917年十月革命期间，参与布尔什维克在萨马拉的政变，俄国内战期间在南方面军和突厥斯坦工作。1922年进入俄共布中央委员会，1923年至1926年任俄共布中央监察委员会主席，积极配合斯大林在中央和地方打压反对派。1926年，捷尔任斯基死后，古比雪夫接替他领导最高经济会议。古比雪夫於1934年到1935年期间担任苏联第一副总理。1935年1月25日因心脏病去世。苏联城市萨马拉在1935年到1991年期间以古比雪夫命名。
其弟弟尼古拉·古比雪夫曾化名“季山嘉”前往中国参与国共合作，1938年在大清洗中被处决。